# ロバート・B・ラフリン
ロバート・ベッツ・ラフリン（Robert Betts Laughlin、1950年11月1日 - ）はアメリカ合衆国カリフォルニア州バイサリア出身の理論物理学者。
1998年、分数量子ホール効果の理論的説明によりダニエル・ツーイ、ホルスト・ルートヴィヒ・シュテルマーとともにノーベル物理学賞受賞。

## 経歴
- 1968年 カリフォルニア大学バークレー校入学
- 1972年 同校にて学士号取得
- 1979年 マサチューセッツ工科大学にて博士号取得後、ベル研究所勤務
- 1989年 スタンフォード大学物理学教授（〜2004年）
- 2004年 韓国科学技術院（KAIST）総長（〜2006年）

## 受賞歴
- 1984年 アーネスト・ローレンス賞
- 1986年 オリバー・E・バックリー凝縮系賞
- 1998年 ベンジャミン・フランクリン・メダル、ノーベル物理学賞

## 著書
- 『物理学の未来』水谷淳訳、日経BP社、2006年7月。ISBN 4-8222-8281-3。